# Zuzana Fialová
Zuzana Fialová (nacida el 17 de mayo de 1974 en Bratislava, Checoslovaquia) es una actriz eslovaca.

## Vida y carrera
Asistió al departamento de música y teatro del Conservatorio de Bratislava y en 1998 se graduó en estudios de actuación en la facultad de teatro de la Academia de las Artes Escénicas en Bratislava. Actualmente se está preparando para realizar un posgrado. Está divorciada y tiene un hijo.
En 2006 ganó la primera temporada de la versión eslovaca de Bailando con las estrellas titulada Let's Dance.
En enero de 2011, Fialová estuvo entre los heridos en el Atentado del Aeropuerto Internacional de Moscú-Domodédovo de 2011.

## Filmografía
| Año  | Título                        | Director             |
| ---- | ----------------------------- | -------------------- |
| 1992 | Veľkonočný sen                | Lucia Šebová         |
| 1993 | Prípad na vidieku             | Stanislav Párnický   |
| 1994 | Vášnivé známosti              | David Kellogg        |
| 1996 | Jaškov sen                    | Eduard Grečner       |
| 2001 | Babí léto                     | Vladimír Michálek    |
| 2004 | It Will Stay Between Us       | Miroslav Šindelka    |
| 2006 | Yo serví al rey de Inglaterra | Jiří Menzel          |
| 2006 | Pravidla lži                  | Robert Sedláček      |
| 2006 | Veľké šťastie                 | Ľubomír Vajdička     |
| 2007 | Teddy Bear                    | Jan Hřebejk          |
| 2008 | Wino truskawkowe              | Dariusz Jabłoński    |
| 2009 | Bratislavafilm                | Jakub Kroner         |
| 2009 | The Case of Unfaithful Klara  | Roberto Faenza       |
| 2009 | Tango s komármi               | Miloslav Luther      |
| 2011 | Lidice                        | Petr Nikolaev        |
| 2012 | El secreto de la aldea        | Władysław Pasikowski |
| 2017 | The Line                      | Peter Bebjak         |